# Stormossenin aarnialue
Stormossenin aarnialue este o arie protejată (arie specială de conservare — SAC, sit de importanță comunitară — SCI) din Finlanda întinsă pe o suprafață de 93 ha, integral pe uscat.

## Localizare
Centrul sitului Stormossenin aarnialue este situat la coordonatele 59°50′57″N 23°10′25″E / 59.8492°N 23.1736°E.

## Înființare
Situl Stormossenin aarnialue a fost declarat sit de importanță comunitară în mai 2002 pentru a proteja un număr necunoscut de specii din flora spontană și fauna sălbatică aflate în arealul zonei. Situl a fost protejat și ca arie specială de conservare în aprilie 2015.

## Biodiversitate
Situată în ecoregiunea boreală, aria protejată conține 4 habitate naturale: Mlaștini turboase de tranziție și turbării mișcătoare, Mlaștini alcaline, Taiga vestică, Mlaștini împădurite.
La baza desemnării sitului se află un număr nedeclarat de specii protejate.
Pe lângă speciile protejate, pe teritoriul sitului au mai fost identificate 6 specii de plante, 5 specii de nevertebrate.